# 김현우 (가수)
김현우는 대한민국의 가수다. 2019년 싱글 [시련이 와도]로 데뷔했다.

## 방송
- 히든싱어 6 (2020) - 비편 우승, 왕중왕전 우승

## 음반
- 시련이 와도 (2019)

### 조제 해시
- Hope So (2019)
- 대명동 (2020)
- 그 밤, 그 밤, 그 밤. (2021)

### Here We Are
- We Are Here And Everywhere (2021)